# نیکولا ماکسیمویچ
نیکولا ماکسیمویچ (صربی: Никола Максимовић؛ زادهٔ ۲۵ نوامبر ۱۹۹۱) بازیکن فوتبال اهل صربستان است که برای باشگاه جنوا بازی می‌کند.

## باشگاهی
از باشگاه‌هایی که در آن بازی کرده‌است می‌توان به ستاره سرخ بلگراد، تورینو، ناپولی و اسپارتاک مسکو اشاره کرد.

## تیم ملی
وی همچنین در تیم ملی فوتبال صربستان بازی کرده‌است.